# Sabonèras
Sabonèras (occità Sabonnères)és un municipi del departament francès de l'Alta Garona, a la regió d'Occitània.

## Demografia
| 1962 | 1968 | 1975 | 1982 | 1990 | 1999 |
| ---- | ---- | ---- | ---- | ---- | ---- |
| 223  | 181  | 200  | 192  | 178  | 218  |